# 丸山蔚明
丸山 蔚明（まるやま しげあき、宝暦3年（1753年） - ?）は、江戸時代の出羽国米沢藩の藩士。通称は初め又四郎、後に平左衛門、平六。諱は蔚明（しげあき）。号は石門、隠居して方斎。石高は初め25石、最終的に275石。家格は五十騎組。

## 経歴
組外御扶持方の星源五右衛門庸長の次男として誕生。安永4年（1775年）に五十騎組の丸山平左衛門広明の跡を継ぐ。同年12月に上杉治憲の近習になり、翌年11月（1776年）に治憲の小姓となる。
安永5年4月16日に上杉治広が治憲の嗣子に定められると、同6年（1777年）に治広の部屋住用人となる。同時に治広傳役の木村高広の部下となり、元右筆の木村より書を学ぶ。
天明5年（1785年）に治広が藩主に就任すると御側役になる。寛政元年（1789年）に、支配系統の簡素化や政治、社会問題について広く意見を求めるべきこと、これまで死刑であった博徒への刑罰の緩和などの政治改革に関する7か条の言上を行う。この言上は天明末期の志賀祐親主導の消極的な政治運営の欠陥を指摘したもので、寛政年間の改革の基本方向を示した。
寛政2年（1790年）に御小道具頭を兼務して200石加増され、同3年正月5日（1791年2月7日）に大目付に進み、奥取次次席に列して藩政に参与するようになり、75石加増される。以後は中老や奉行として寛三の改革を主導する莅戸善政を補佐する一方、督学の神保綱忠とは博徒への刑罰緩和などについて対立する。
また「かてもの」は丸山の清書を板行したものという。
文化4年1月8日（1807年2月14日）に大目付を辞職し隠居した。